# Clemens August Josef von Galen zu Assen

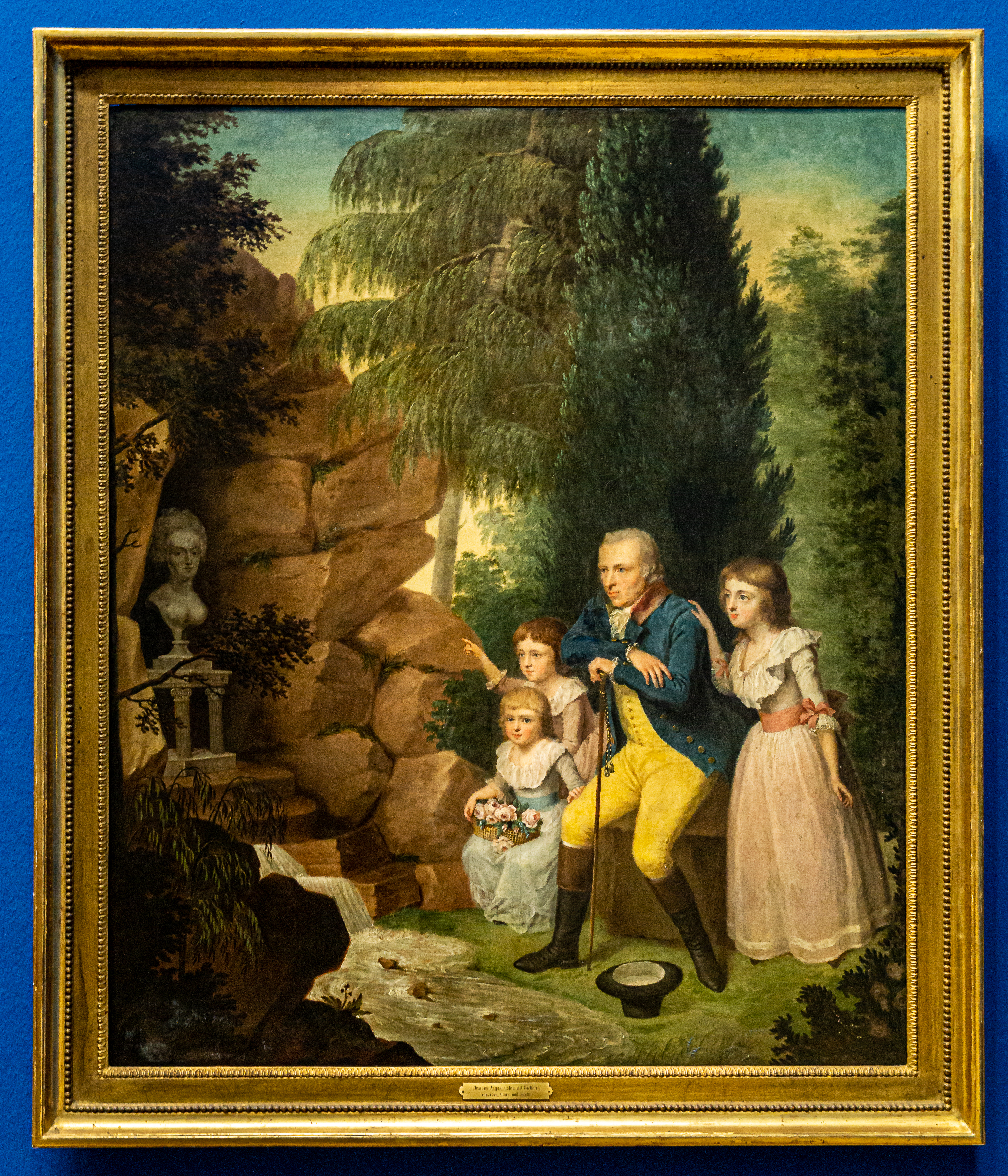
Clemens August von Galen mit seinen Töchtern vor der Büste der Mutter und seiner ersten Frau Mechthild Sophia von Twickel zu Havixbeck. Gemälde von Johann Christoph Rincklake

Clemens August Josef von Galen zu Assen (Taufname: Clemens August Johann Nepomuk Josef Maria) (* 13. Dezember 1748 in Münster; † 13. Mai 1820 in Dinklage) war Droste im Amt Vechta und Obersthofmarschall im Hochstift Münster.

## Leben

### Herkunft und Familie
Aus dem uralten westfälischen Adelsgeschlecht von Galen, welches zu den bedeutendsten im Hochstift Münster zählt, sind zahlreiche bedeutende und namhafte Persönlichkeiten hervorgegangen. Im 16. Jahrhundert symthisierte es teilweise mit der Reformation, wurde später wieder katholisch.  Clemens August Josef von Galen wurde als Sohn des Wilhelm Ferdinand von Galen zu Assen und seiner Gemahlin Sophie Louise von Merveldt zu Westerwinkel (1730–1810) geboren und wuchs zusammen mit seinem Bruder Ferdinand, seiner Schwester Maria (1752–1829, ⚭ Clemens August von Ketteler) und seinem Halbbruder Clemens August Ferdinand, der im frühen Alter von 27 Jahren verstarb, auf.
Er heiratete am 30. Mai 1775 in Havixbeck Reichsfreiin Mechtild Sophia von Twickel zu Havixbeck (1756–171?), Tochter des Reichsfreiherrn Clemens August von Twickel (1721–1792) und Sophia Bernhardina von Ledebur zu Perutz und Wicheln (1721–1781). Aus der Ehe gingen die Töchter Clara Thyka (* 1780, jung †), Clara Franziska (* 1786, † 1809, Stiftsdame in Wietmarschen), Maria Anna (* 1788, jung †), Franziska Carolina (* 1789, jung †) und Sophia Ludovika von Galen (1779–1840, ⚭ Maximilian Frederik Hendrik von Korff gen. Schmising) sowie der Sohn Clemens August Alexander (* 185, jung †) hervor.
Nach Mechtilds Tod heiratete er am 16. August 1792 in der Schloßkapelle Venne Angela Anna Carolina von Ascheberg zu Venne (1773–1806), Tochter des Johann Matthias Kaspar von Ascheberg zu Venne (1737–1818, preußischer Landrat) und Franziska Maria Carolina Josefa Ferdinanda von Etzbach zu Langen (1744–1821). Aus dieser Ehe stammen die Söhne Johann Matthias und Ferdinand.
Seine dritte Eheschließung fand am 13. September 1810 in Münster mit Katharina Franziska Friederike Straeter (1777–1840) statt. Die Tochter Maria Theresa Johanna (* 1811, † 1834) war mit Caspar Maximilian Droste zu Vischering-Padberg verheiratet.
Clemens August wurde in der Pfarrkirche zu Dinklage bestattet und 1837 in der Erbgruft der Burgkapelle Dinklage beigesetzt.

### Werdegang und Wirken
Bereits im Jahre 1752 bzw. 1756 wurden Clemens August die Galenschen Familienpräbende -mit päpstlicher Dispens- in Osnabrück und Münster übertragen und blieb bis 1770 in deren Besitz, als er sie nach dem Tod seines Vaters an seinen Bruder Ferdinand Karl abgab. Anfang Januar 1756 erhielt er eine Tonsur und wurde auf ein geistliches Leben vorbereitet. 1769 fand die Aufschwörung zur Münsterischen Ritterschaft statt und am 3. Dezember des Jahres war seine Ernennung zum Drosten des Amtes Vechta. Nach dem Tod seines Vaters leistete er am 27. Januar 1770 den Amtseid. Er war der letzte münsterische Drost in Vechta. Im gleichen Jahr wurde Clemens August Erbkämmerer. Im Anschluss an eine Ausbildungsreise, die ihn nach Österreich, Italien, Frankreich, England und in die Niederlande führte, wurde er am 21. Februar 1771 zunächst Vize-Obriststallmeister, dann im Juni 1775 Obriststallmeister. Seine Ernennung zum Geheimen Rat fiel auf den 27. Mai 1775. Er wurde am 13. Mai 1780 zum Obersthofmarschall befördert.

## Sonstiges
Er kaufte im Jahre 1775 von seinem verschuldeten Vetter Clemens August von Galen (1749-nach 1782) das Gut Assen.

## Ehrungen
Er wurde am 10. Juli 1815 in den preußischen Grafenstand erhoben.